# Tőri Csaba
Tőri Csaba (Budapest, 1987. november 12. –) karmester, zenetanár, előadó, Lantos Rezső-díjas.

## Karrier

### Karmesterként
Tőri Csaba 2011-ben végzett a Zeneakadémián Erdei Péter növendékeként, a diploma után részt vett a Moltopera Társulat megalakításában. Első kórusát 2008-ban alapította, jelenleg a Budapesti Akadémiai Kórustársaság karigazgatója, a Vox Insana Kamarakórus és Medicantare Leánykar karnagya. Sokáig rendszeres résztvevője volt a Koncert az iskolában programsorozatnak, amelynek során budapesti iskolákban szervezett és adott ismeretterjesztő koncerteket fiataloknak. Diplomahangversenye 230 résztvevőt mozgatott meg, a Budafoki Dohnányi Ernő Szimfonikus Zenekar és a Zeneakadémia egyesített kórusai előtt vezényelhette Brahms nagyszabású művét, a Német requiemet. Érdekesség, hogy ezen koncert szólistája Ágoston László volt, a Moltopera társulatigazgatója, mivel énekesként saját társulatában csak ritkán szerepel.

### Moltopera
2011-ben, Ágoston László által létrehozott Moltopera Társulat alapító tagja. Mivel a társulat elsősorban zongorakísérettel énekel, a felkészítésben és a zenei vezetésben tölt be jelentős szerepet Kulcsár Jankával, de például 2012. november 3-án a Művészetek Palotájában tartott  Varázsfuvola! Szeretem!) előadáson a karmesteri pálcát is megragadta.

### Zenetanárként

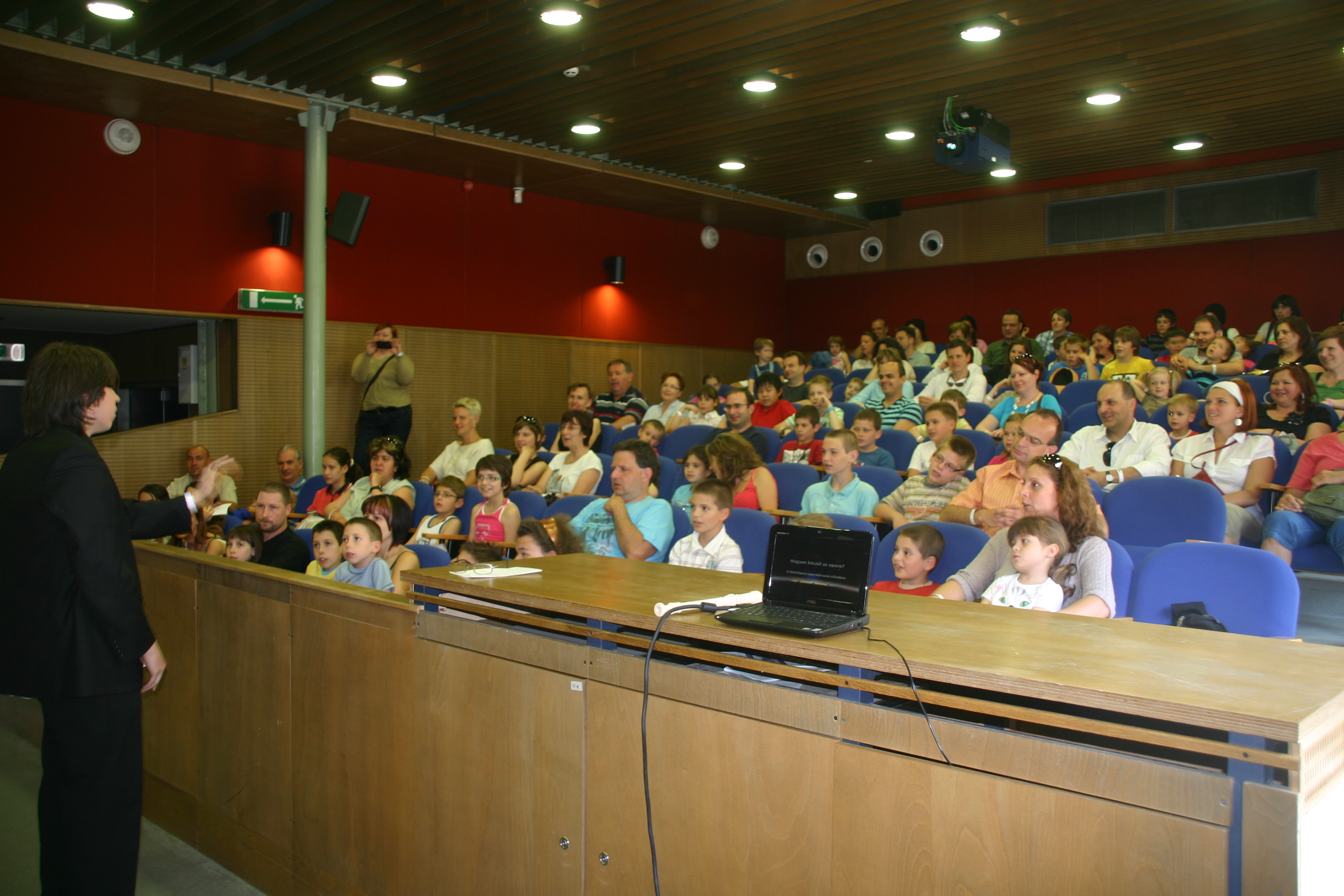
Tőri Csaba a Da Vinci Learning rendezvényén a Millenárison

24 éves volt, amikor Magyarország egyik legnagyobb hírű gimnáziumában, a Budapesti Fazekas Mihály Általános Iskola és Gimnáziumban kezdett tanítani. 25 évesen lett a Bartók Béla Zeneművészeti Szakközépiskola és Gimnázium óraadó tanára. Számos alkalommal tart ismeretterjesztő előadásokat a Moltopera Matiné keretében.

## Elismerései
- Fiatal Karvezetők Országos Versenye - I. hely (Lantos Rezső-díj) és két különdíj[3]